# Jørgen Marcussen
Jørgen Valdemar Marcussen, född den 15 maj 1950 i Hillerød, är en dansk före detta tävlingscyklist som deltog i linjelopp (21:a) och lagtempo (11:a) vid Olympiska spelen 1972 och som amatör vann han GP Tell 1975. Han var därefter professionell från 1976 till 1989 och som sådan blev han bronsmedaljör i linjelopp vid Världsmästerskapen 1978, vann en etapp i Giro d'Italia 1980, blev totalfyra i Vuelta a España 1981 och vann Trofeo Matteotti 1986.
Efter karriären arbetatde Jørgensen som dansk förbundstränare i tio år och därefter som sportdirektör för olika cykelstall till 2010.

## Meriter – landsväg
| 1976 3:a i Trofeo Baracchi med Davide Boifava (partempo) 5:a i GP Industria & Commercio di Prato 7:a totalt i Volta a Catalunya 1977 3:a i Grand Prix des Nations (ITT) 4:a i GP Forli (ITT) 5:a i Trofeo Baracchi med Gianbattista Baronchelli (partempo) 8:a i Giro di Romagna 1978 3:a i linjelopp vid Världsmästerskapen 9:a i Grand Prix des Nations (ITT) 1979 2:a i GP Forli (ITT) 5:a i Milano-Torino 5:a i Trofeo Baracchi med Sven-Åke Nilsson (partempo) 5:a i GP Lugano (ITT) | 1980 Vinnare av etapp 5 (ITT) i Giro d'Italia 3:a i Giro dell'Emilia 4:a i Coppa Agostoni 6:a i Trofeo Baracchi med Roy Schuiten (partempo) 7:a totalt i Baskien runt 8:a i linjelopp vid Världsmästerskapen 1981 4:a totalt i Vuelta a España 1982 8:a i Giro di Campania 1986 Vinnare av etapp 4 i Danmark rundt Vinnare av Trofeo Matteotti 1987 2:a i linjelopp vid Danska mästerskapen 4:a i Giro del Lazio 1988 2:a i Trofeo Matteotti |